# Melitaea confluens
Melitaea confluens är en fjärilsart som beskrevs av Maslowscy 1923. Melitaea confluens ingår i släktet Melitaea och familjen praktfjärilar. Inga underarter finns listade i Catalogue of Life.